# Речиця-об-Савині
Речиця-об-Савині (словен. Rečica ob Savinji) — поселення в общині Речиця-об-Савині, Савинський регіон, Словенія.